# Phyllachora platyelliptica
Phyllachora platyelliptica är en svampart som beskrevs av Parbery 1967. Phyllachora platyelliptica ingår i släktet Phyllachora och familjen Phyllachoraceae.   Inga underarter finns listade i Catalogue of Life.